# 연봉초등학교
연봉초등학교는 대한민국 세종특별자치시가 교육기본법에 따라 설치한 초등학교이다.

## 연혁
- 1946.09.01 연봉국민학교 개교
- 1981.03.12 연봉국민학교 병설유치원 개원
- 1999.09.01 와촌초등학교 통합
- 2009.02.20 다목적 강당(봉서관)준공
- 2012.06.20 생활체육시설사업(인조잔지운동장)준공
- 2012.11.11 2012년 전국학교스포츠클럽대회 플라잉디스크 퍼핑 남자 초등부 1위
- 2013.06.01 내진공사및 스마트교육 환경구축(18교실)
- 2013.07.01 2013년도 실천단계 교육과정 우수(교육감표창)
- 2013.11.02  2013년도 전국학교스포츠클럽대회 피구혼성 초등부 2위
- 2013.12.13  2013년도 학교평가 우수(교육감표창)
- 2013.12.23  2013년도 세종 10대 교육과정 우수(교육부장관표창)
- 2014.03.01 교육부지정 창의경영학교(교육과정 혁신형: 건강증진모델) 3년차 (2013~2014년학년도) 운영 교육부 요청 학생위로 제로환경조성 시범학교 운영 세종특자치시교육청 지정 다문화 중심학교 2년차운영 아침자율체육활동 ′ BOKS(BuiId Our Kibsbs ′Success) 프로그램운영 올리사랑 선도학교 운영
- 2015.03.01 초등13학급 (특수1학급),유치원1학급 편성
- 2016.03.01 초등12학급(특수1학급),유치원1학급 편성 건강체력 향상학교(모델학교)운영 두드림학교 2년차운영 비즈쿨운영
- 2017.02.15 제68회 졸업식(졸업생 누계:4,697명)
- 2017.03.01 초등12학급(특수1학급),유치원1학급 편성 교육부지정 학교검사표본학교 3년차운영 (2015~2017학년도) 어울림학교 2년차운영
- 2018.01.12 제69회 졸업식(졸업생 누계:4,729명)
- 2018.03.01 초등9학급(특수1학급),유치원1학급 편성 어울림학교 3년차운영  두드림 학교 4년차운영  비즈쿨운영

## 참고 자료
- 연봉초등학교 - 한국교육학술정보원 학교알리미